# Andrea Ciullo
Andrea Ciullo (Corigliano-Rossano, 18 settembre 1949) è un drammaturgo, compositore e artista italiano. È laureato in Scienze Statistiche alla facoltà di Roma. Si occupa da molti anni di Teoria del Linguaggio. È autore di testi di teatro e di drammaturgia contemporanea. Scrive poesie. È un compositore di musica, scrive per tutti gli strumenti classici. È stato molto influenzato dalla letture su Wittgenstein e dalla pratica delle Teorie Musicali di Arnold Schoenberg. 

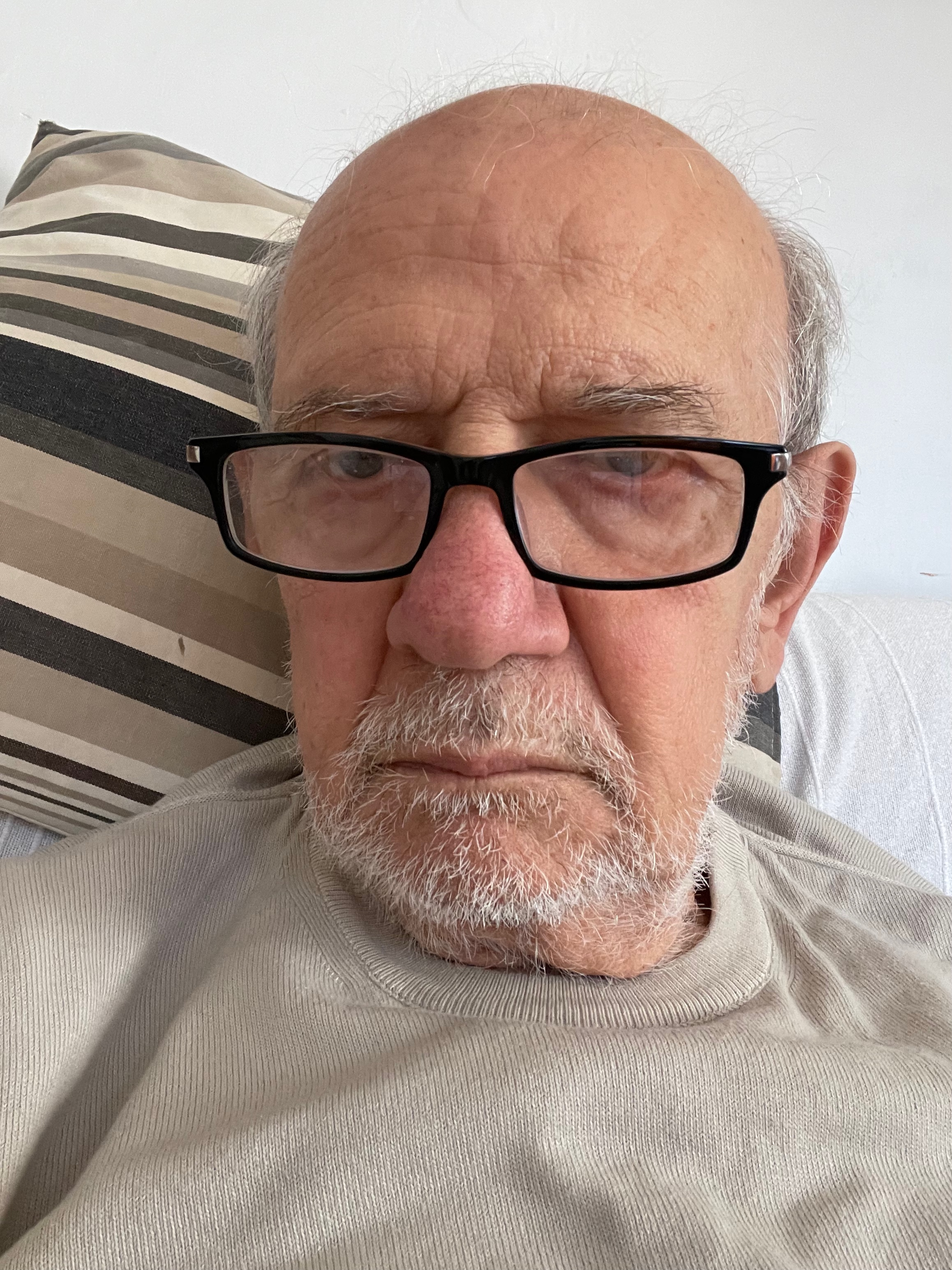
Andrea Ciullo ritratto nel suo studio

Ha messo in scena diversi spettacoli ed eventi basati sulla ricerca ed esplorazione di nuovi linguaggi: una complessa e articolata ricerca sulle metodologie di scrittura e composizioni musicali per le quali sta da tempo elaborando una sua particolare grammatica di scrittura per entrambi i generi: quello letterario e quello musicale.
Dal 1975 al 1983 è stato critico teatrale di Paese Sera.
Per l'allestimento del Giardino dei Ciliegi a Firenze, Piazza della Signoria fu dipinta di rosso.

## Teatrografia essenziale
- Renè Thom e l'Anatroccolo: Balletto sul Mare (Roma, Teatro Politecnico) (1978)
- La Grande Immagine del Lago, Sinfonia Eroica in Due Giorni e Dodici Ore. (Roma, Teatro Quirino) (1979)
- Il Giardino dei Ciliegi  (di Čechov) (Firenze, Teatro della Pergola) (1979)
- Guida a Un Manuale Poetico della Commedia, Sette Atti Unici in Sette Giorni (Venezia, Biennale Teatro di Venezia) (1982)
- Bellis Perennis. Quattro Repliche di Dodici Ore, Quattro Novità Italiane Intervallate da Tre Lever de Rideau (Roma, Teatro Olimpico) (1984)
- Fanciulla con il Naso Dipinto di Rosso (Roma, Palazzo delle Esposizioni) (1991)
- Blanc de Zinc (Los Angeles, Bing Theatre) (1993)
- La Caduta del Cielo (Roma, Padiglione B2 - Ex Mattatoio) (2004)
- Le Parole Sono nella Statua (Roma, Teatro Politecnico) (2006)